# Сан Бјађо (Ређо Емилија)
Сан Бјађо је насеље у Италији у округу Ређо Емилија, региону Емилија-Ромања.
Према процени из 2011. у насељу је живело 124 становника. Насеље се налази на надморској висини од 34 м.